# Polyrhachis gravis
Polyrhachis gravis är en myrart som beskrevs av Clark 1930. Polyrhachis gravis ingår i släktet Polyrhachis och familjen myror. Inga underarter finns listade i Catalogue of Life.

## Bildgalleri

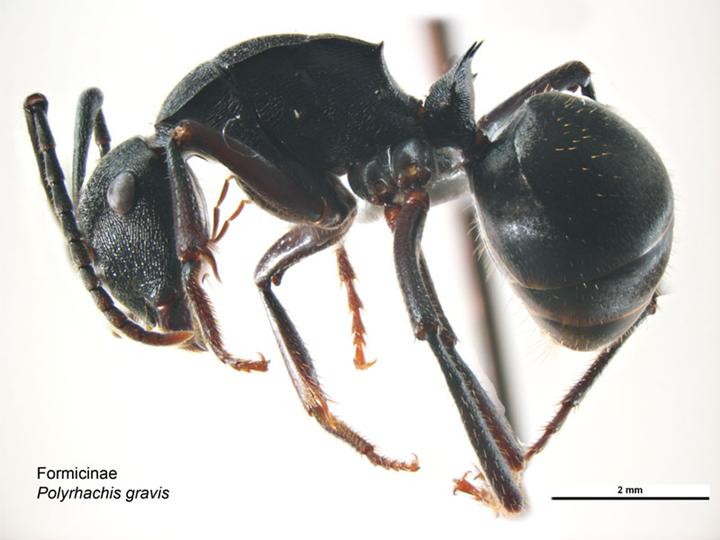